# Tabanus corone
Tabanus corone är en tvåvingeart som beskrevs av Osten Sacken 1886. Tabanus corone ingår i släktet Tabanus och familjen bromsar.
Artens utbredningsområde är Guatemala. Inga underarter finns listade i Catalogue of Life.